# Ctenoplusia triteia
Ctenoplusia triteia är en fjärilsart som beskrevs av Claude Dufay 1972. Ctenoplusia triteia ingår i släktet Ctenoplusia och familjen nattflyn. Inga underarter finns listade i Catalogue of Life.